# Agiommatus paria
Agiommatus paria är en stekelart som först beskrevs av Victor Ivanovitsch Motschulsky 1863.  Agiommatus paria ingår i släktet Agiommatus och familjen puppglanssteklar. Inga underarter finns listade i Catalogue of Life.